# 景観形成重要建造物等 (兵庫県指定)

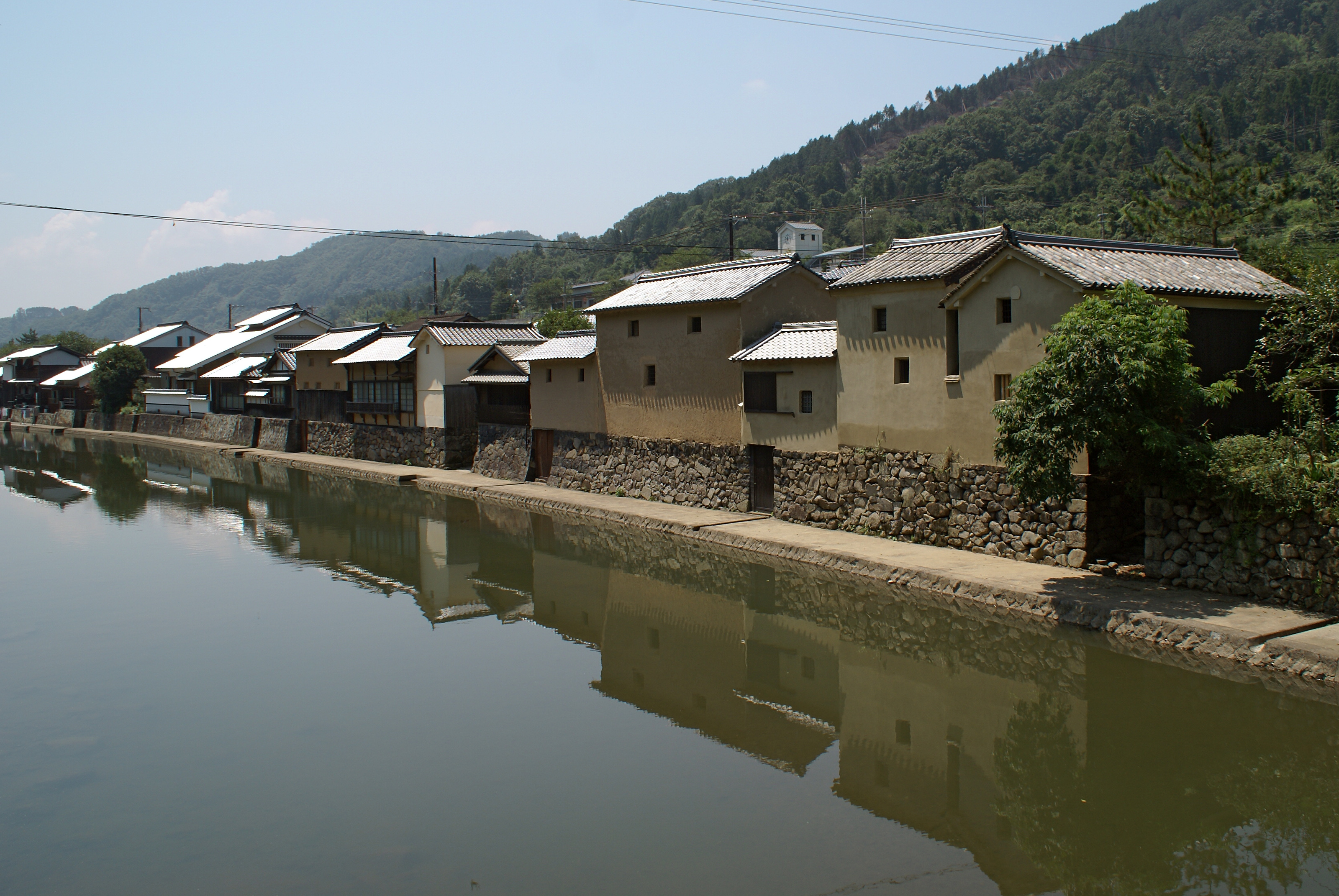
瓜生原次郎家・瓜生原恒男家・前川家住宅（平福）

景観形成重要建造物等（けいかんけいせいじゅうようけんぞうぶつとう）は兵庫県の「景観の形成等に関する条例」（景観条例）に基づく指定制度の一つである。地域の景観形成に重要な役割を果たしている建造物および樹木が指定の対象となる。

## 指定一覧

### 平成17年度 第1次指定
- 日本基督教団神戸栄光教会 （神戸市中央区）
- 芦屋市立図書館打出分室 （芦屋市）
- 宝塚ホテル旧館 （宝塚市） - 2020年で営業終了し解体[1]
- 高砂商工会議所会館 （高砂市）
- 旧来住家住宅 （西脇市）
- 香寺民俗資料館 （姫路市香寺町）
- 瓜生原次郎家住宅 （佐用町平福）
- 瓜生原恒男家住宅 （佐用町平福）
- 前川家住宅 （佐用町平福）
- 寿徳山 西光寺 （新温泉町浜坂）
- 浜坂先人記念館以命亭 （新温泉町浜坂）
- 西尾家住宅 （丹波篠山市）

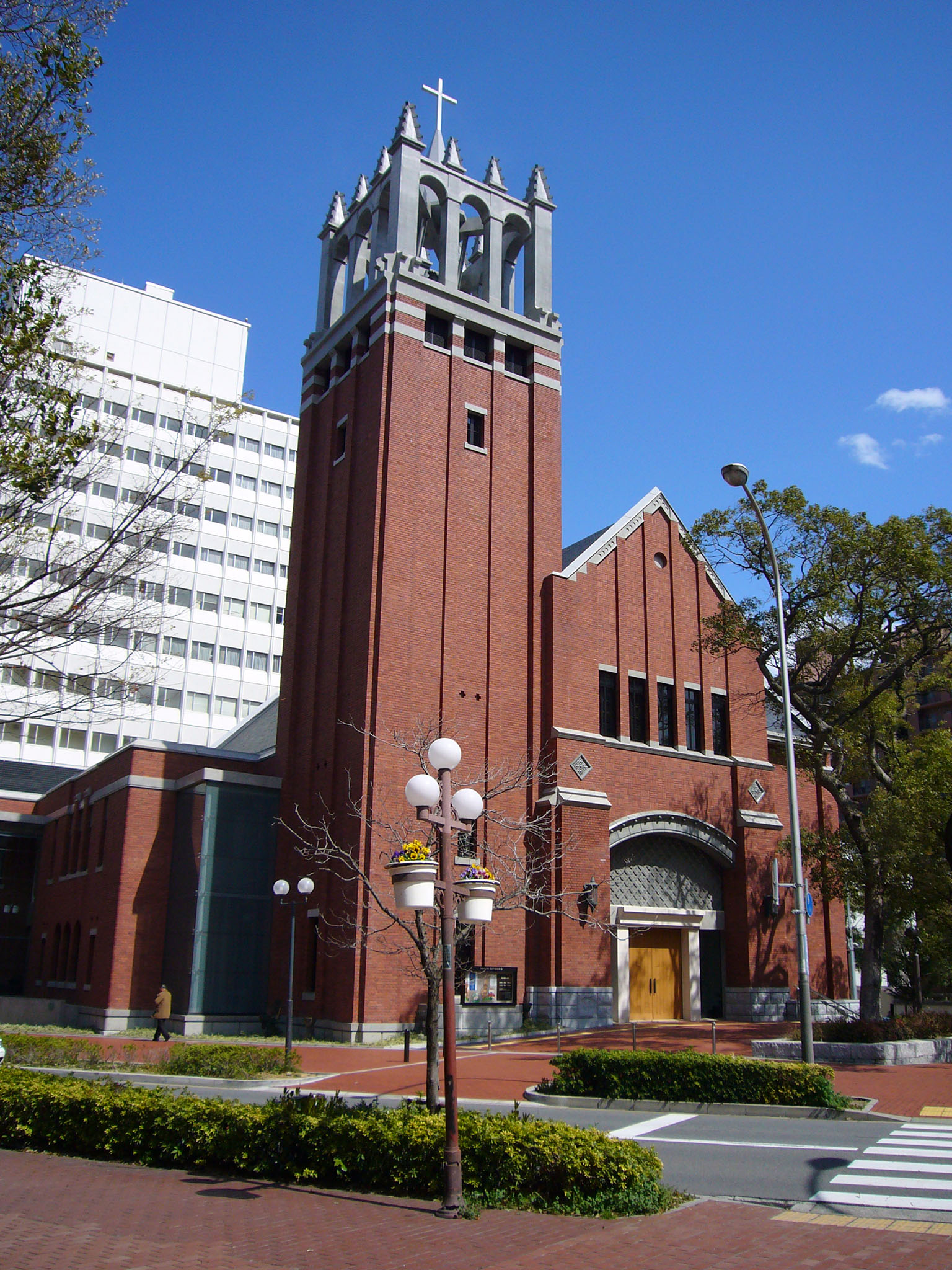
日本基督教団神戸栄光教会
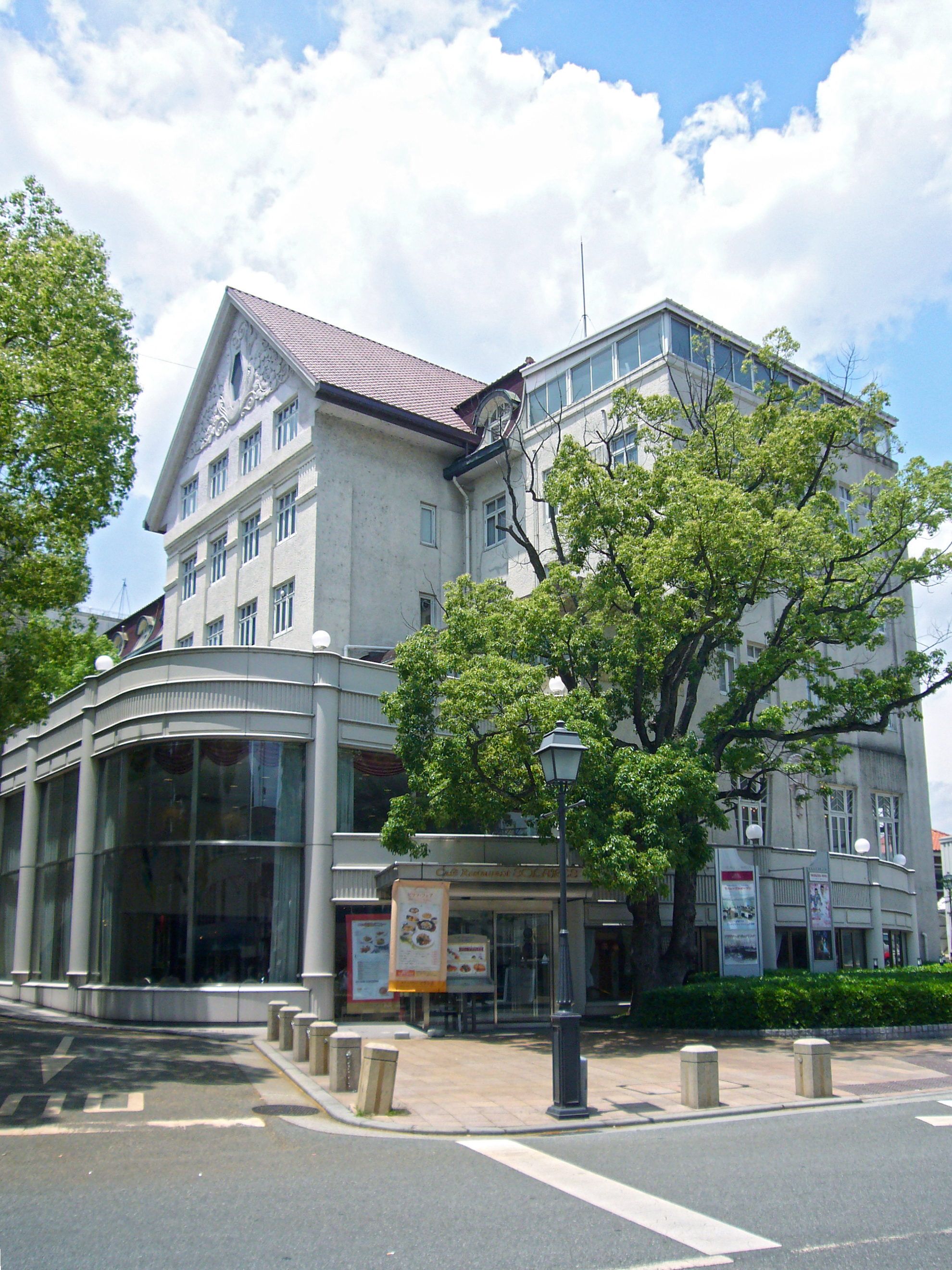
宝塚ホテル （現存せず）
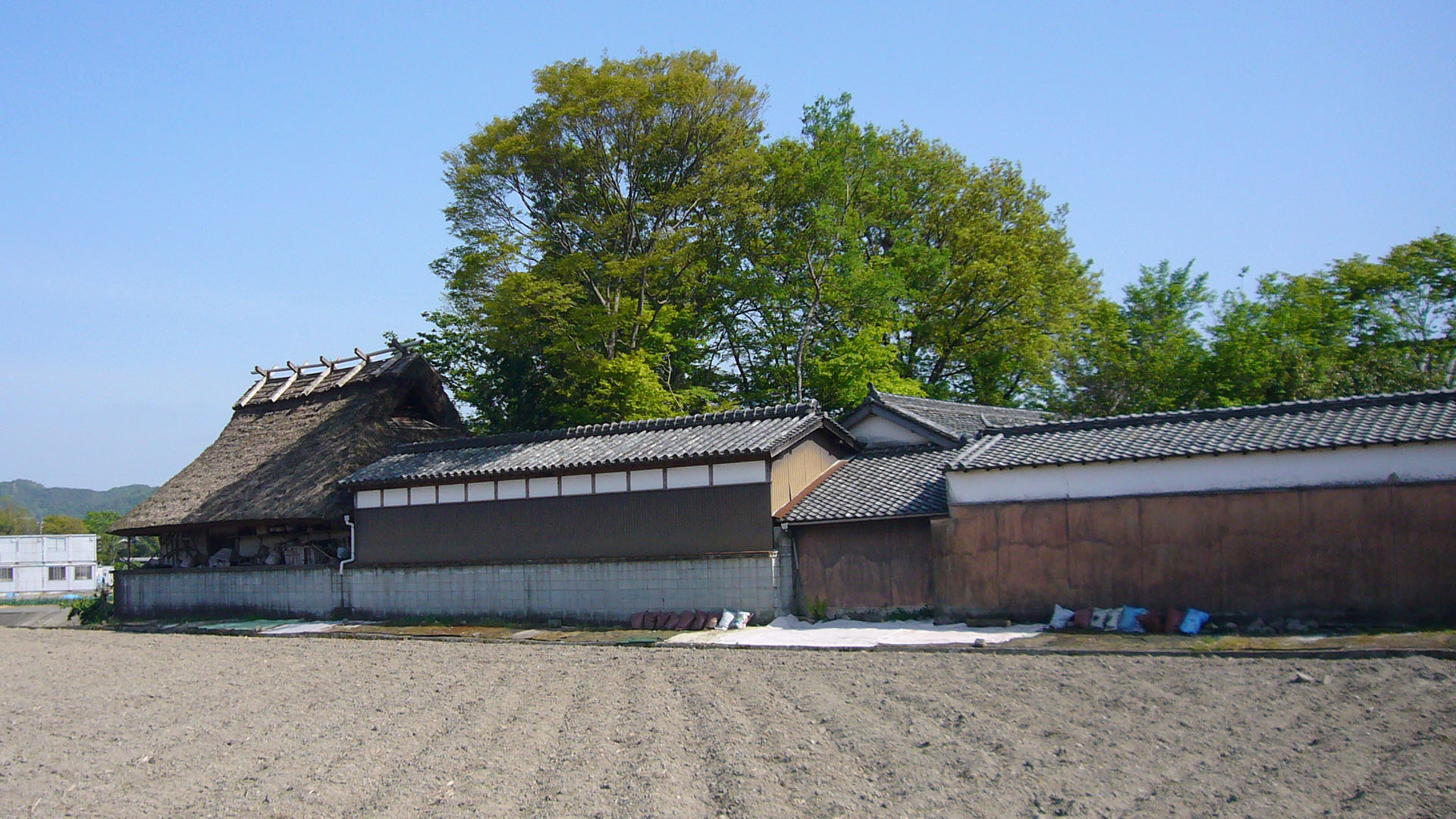
香寺民俗資料館
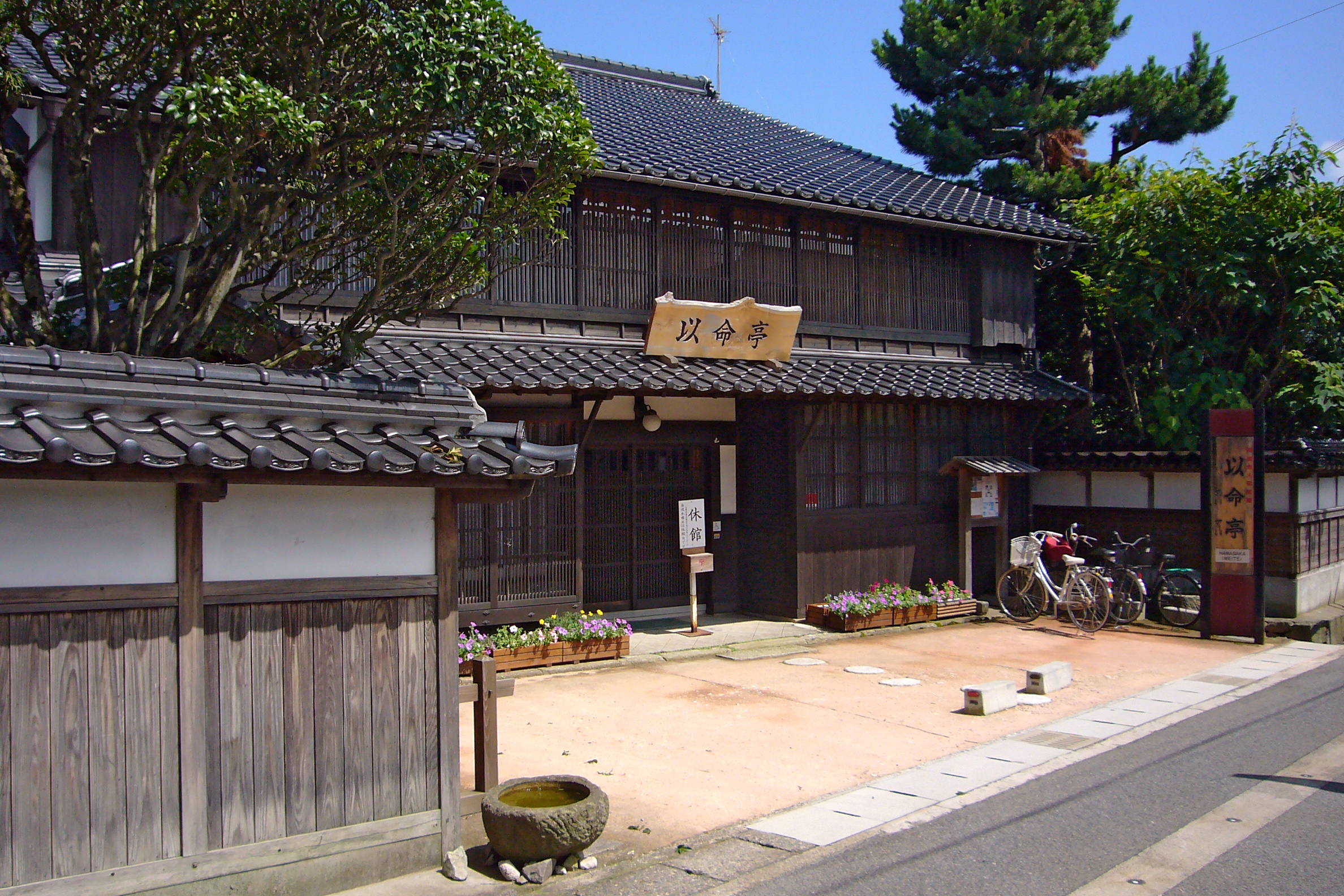
浜坂先人記念館以命亭

### 平成18年度 第2次指定
- 関西学院大学時計台、ランバス記念礼拝堂 （西宮市） - 令和元年8月14日景観重要建造物に指定されたことから、同日付けで指定を解除
- 宝塚音楽学校旧校舎 （宝塚市）
- 三連蔵 （高砂市）
- 小野市立好古館 （小野市）
- 柳田國男生家 （福崎町）
- 堀家住宅 （たつの市） - 平成22年3月26日たつの市指定文化財に指定されたことから、同日付けで指定を解除
- 城崎温泉橋梁群 （豊岡市城崎町）
- 旧養父合同銀行大屋支店 （養父市）
- 蘆田家住宅 （丹波市青垣町）
- 阿万上町公会堂他（公会堂、消防団屯所、だんじり小屋、半鐘台） （南あわじ市）

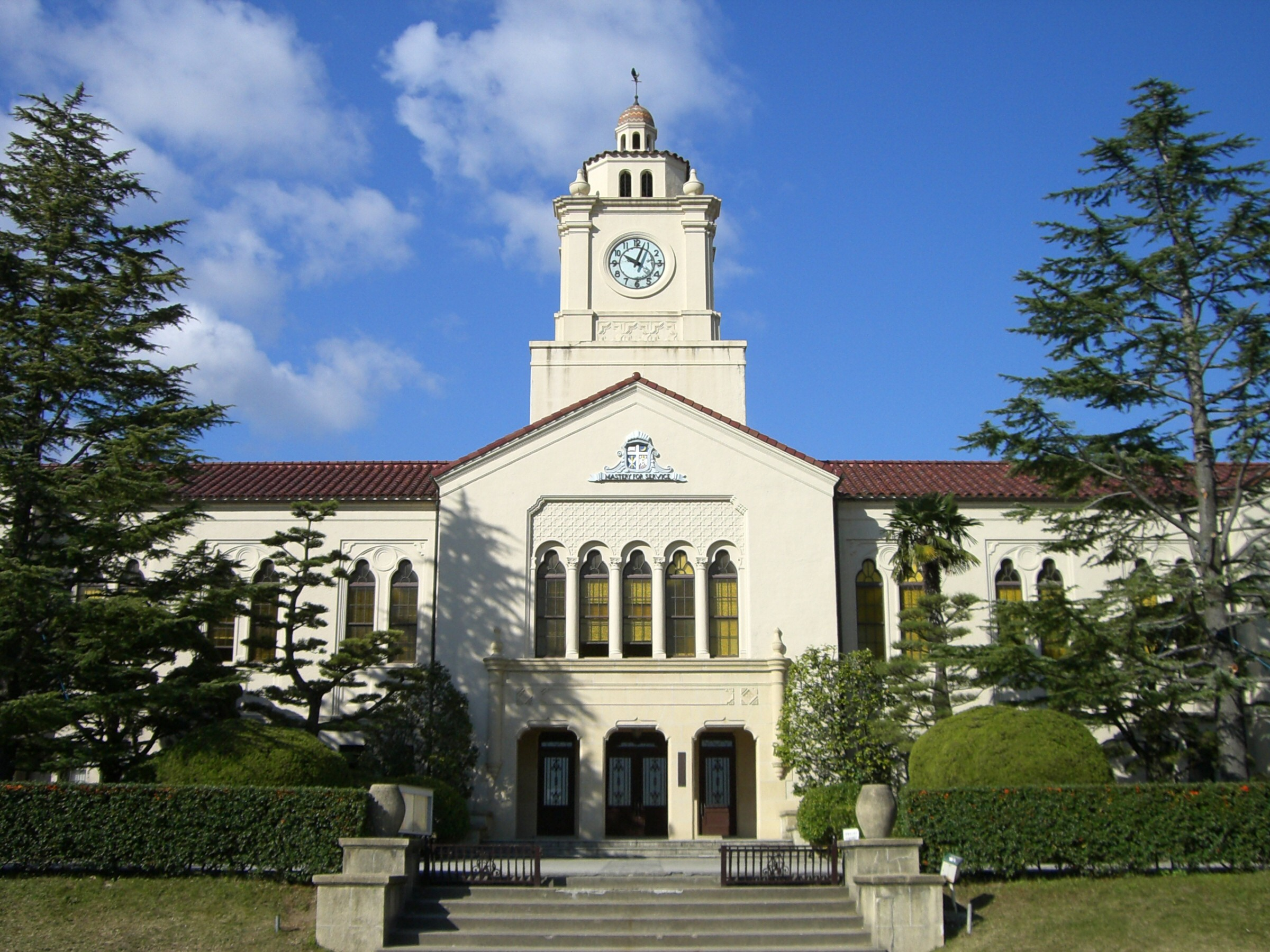
関西学院大学時計台
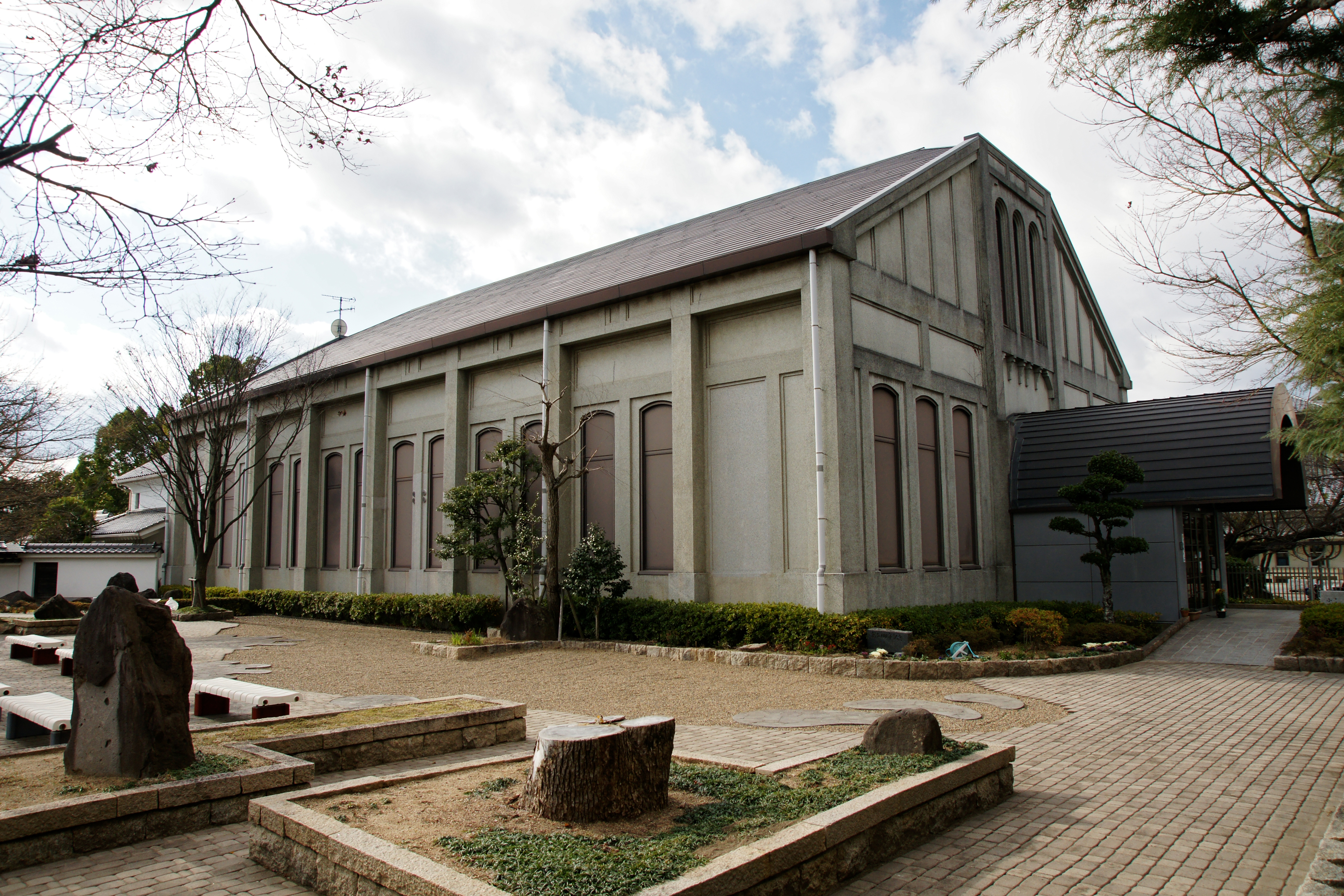
小野市立好古館
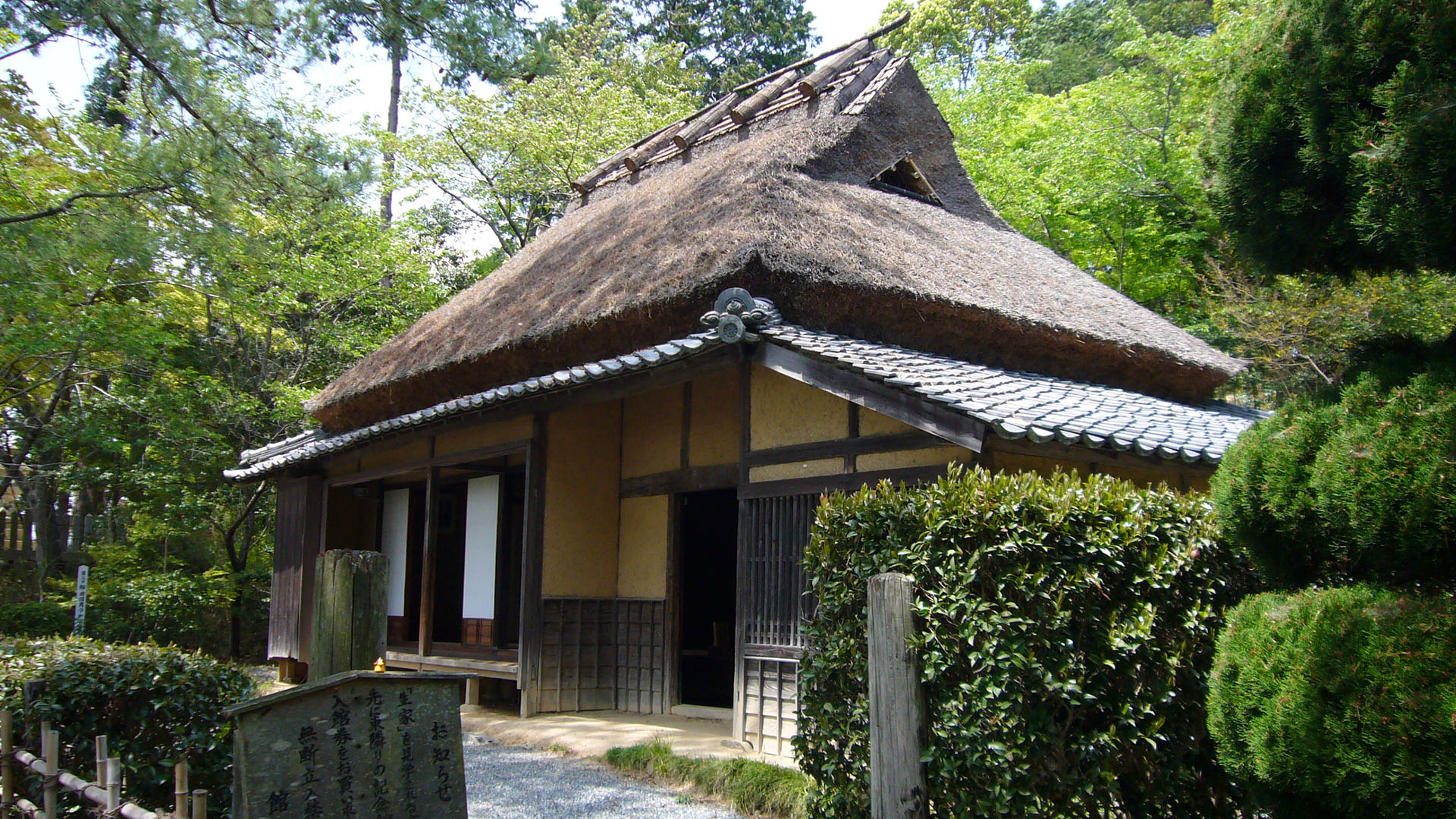
柳田國男生家
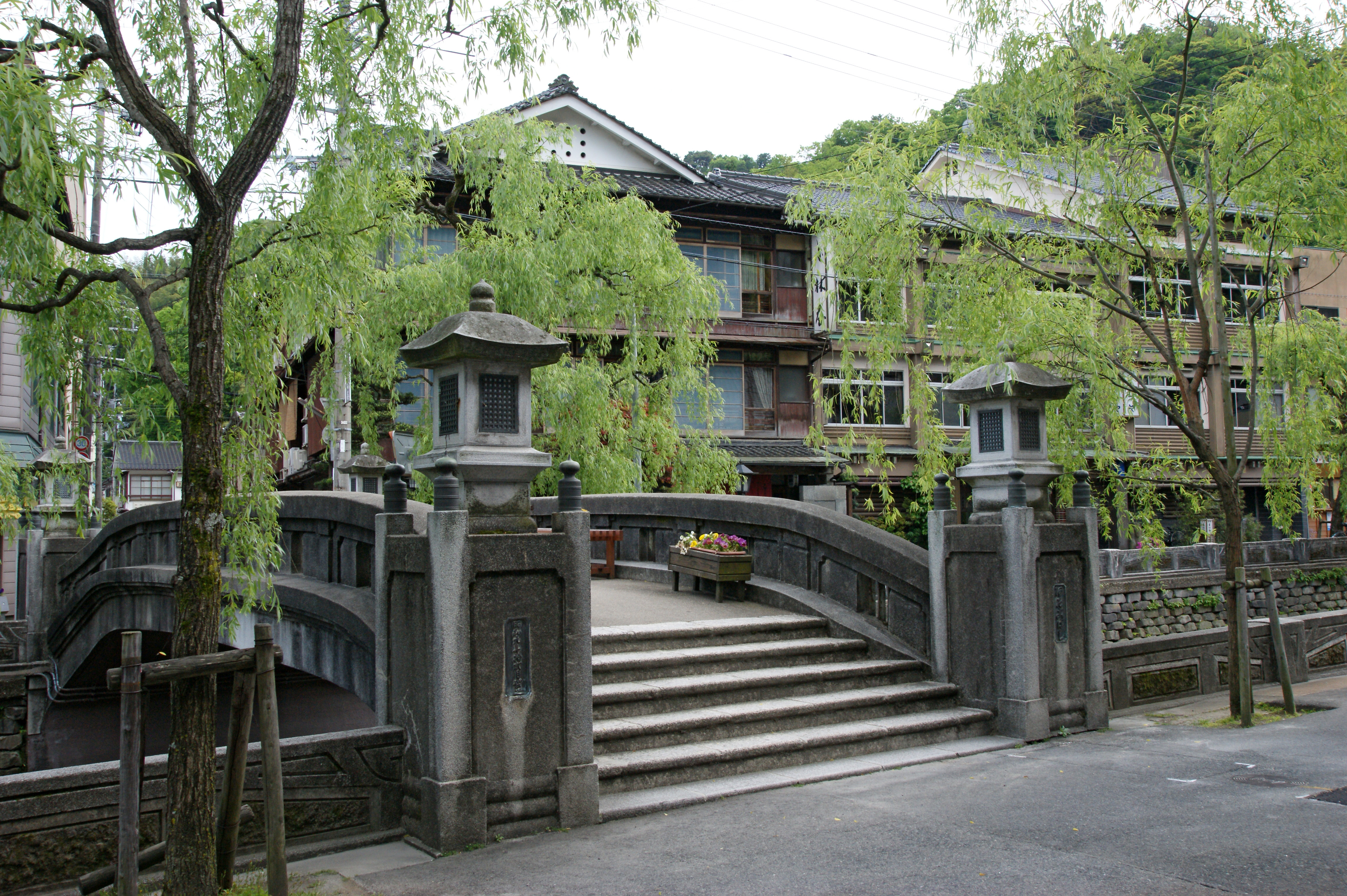
城崎温泉橋梁群
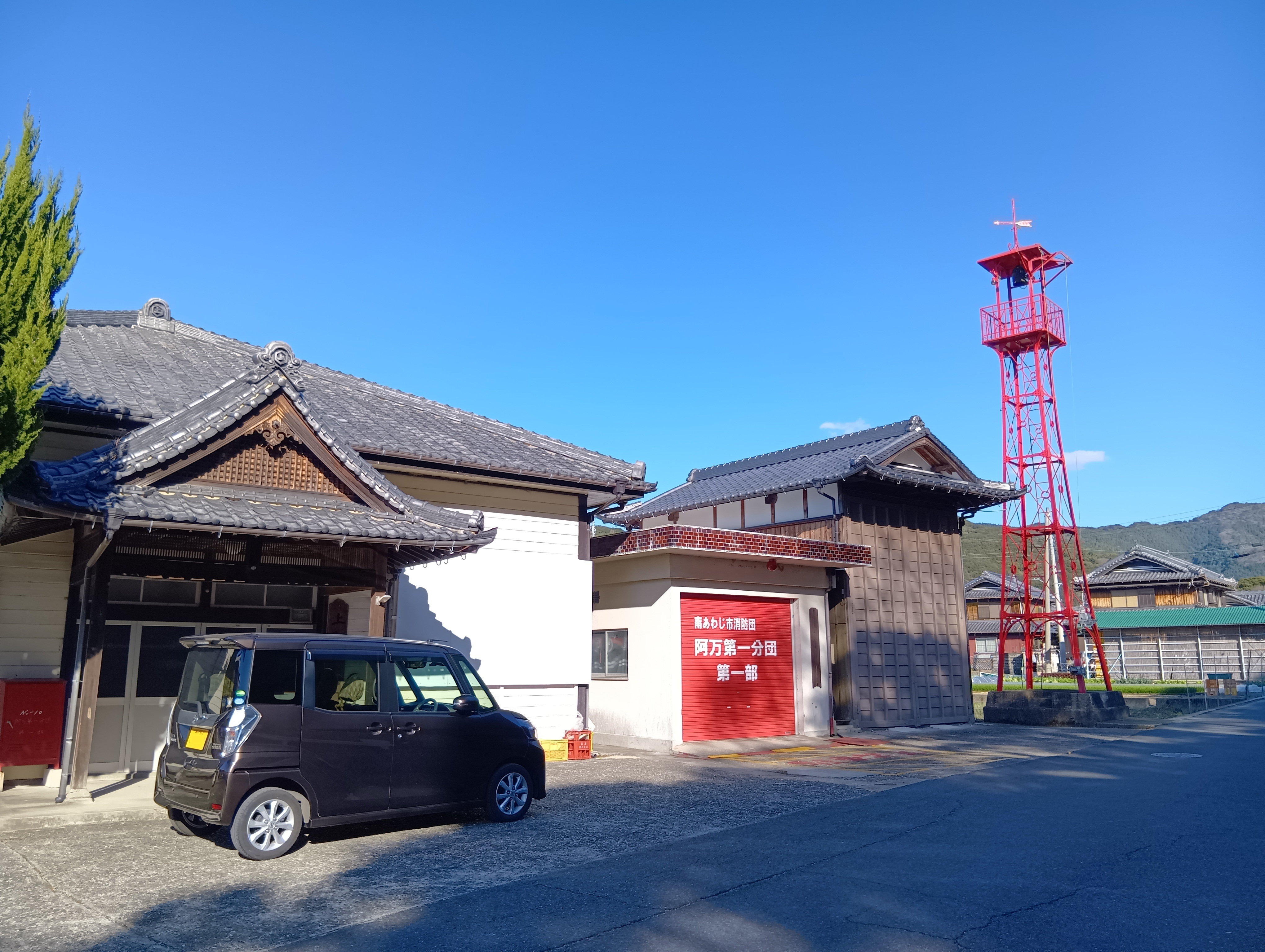
阿万上町公会堂他

### 平成19年度 第3次指定
- ユニチカ記念館 （尼崎市）
- 静思館 （猪名川町）

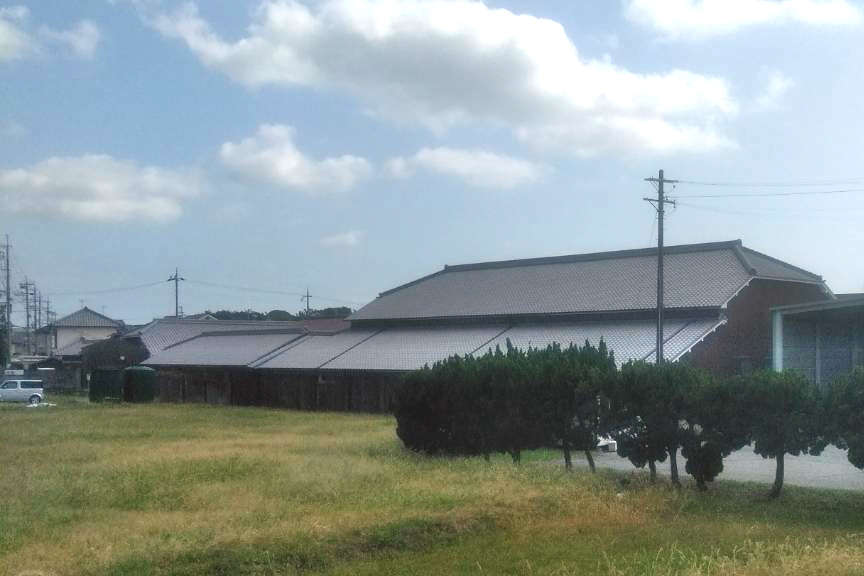
茨木酒造 （明石市）
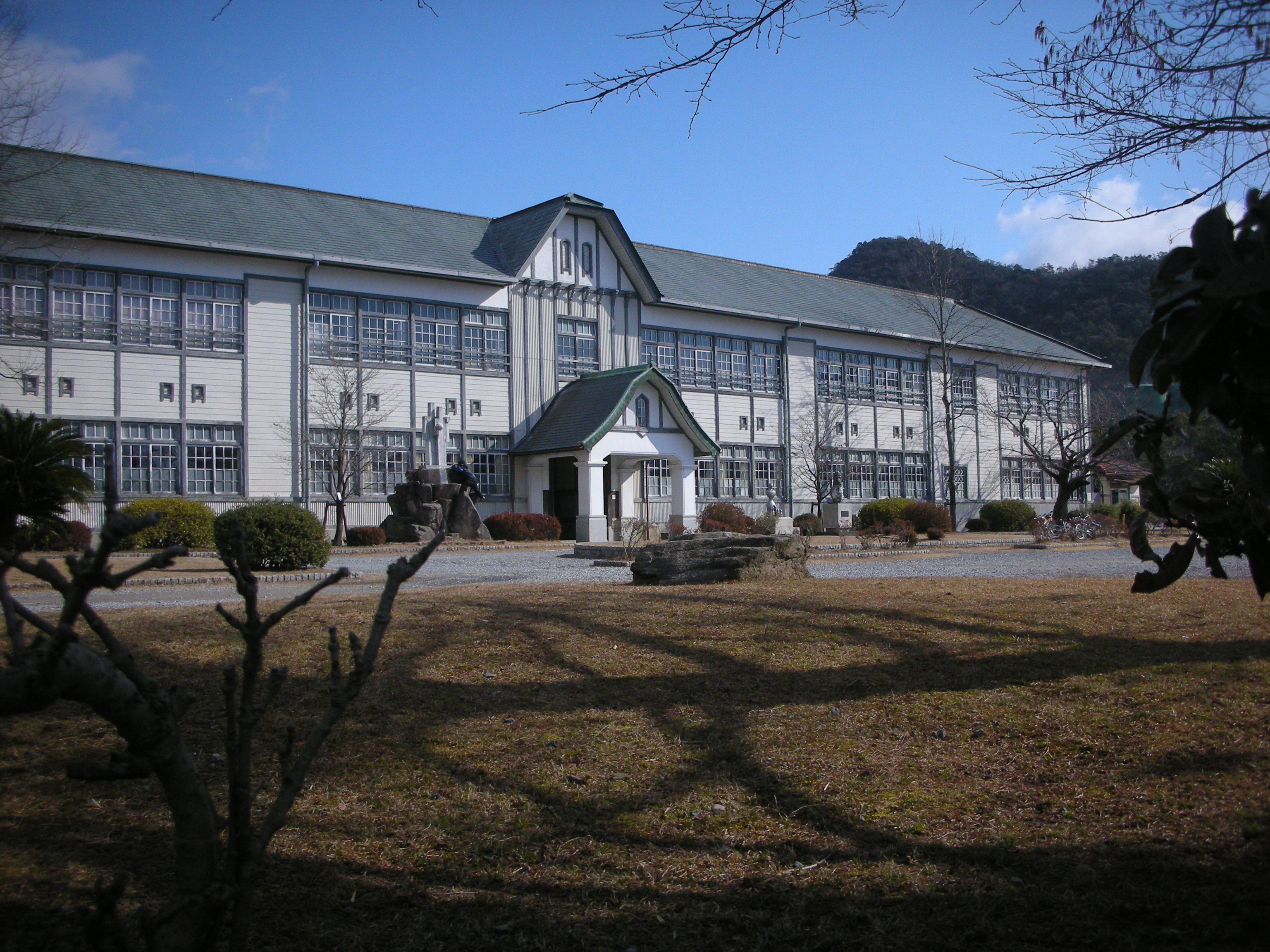
西脇市立西脇小学校 （西脇市）
- 難波酒販店 （神河町）
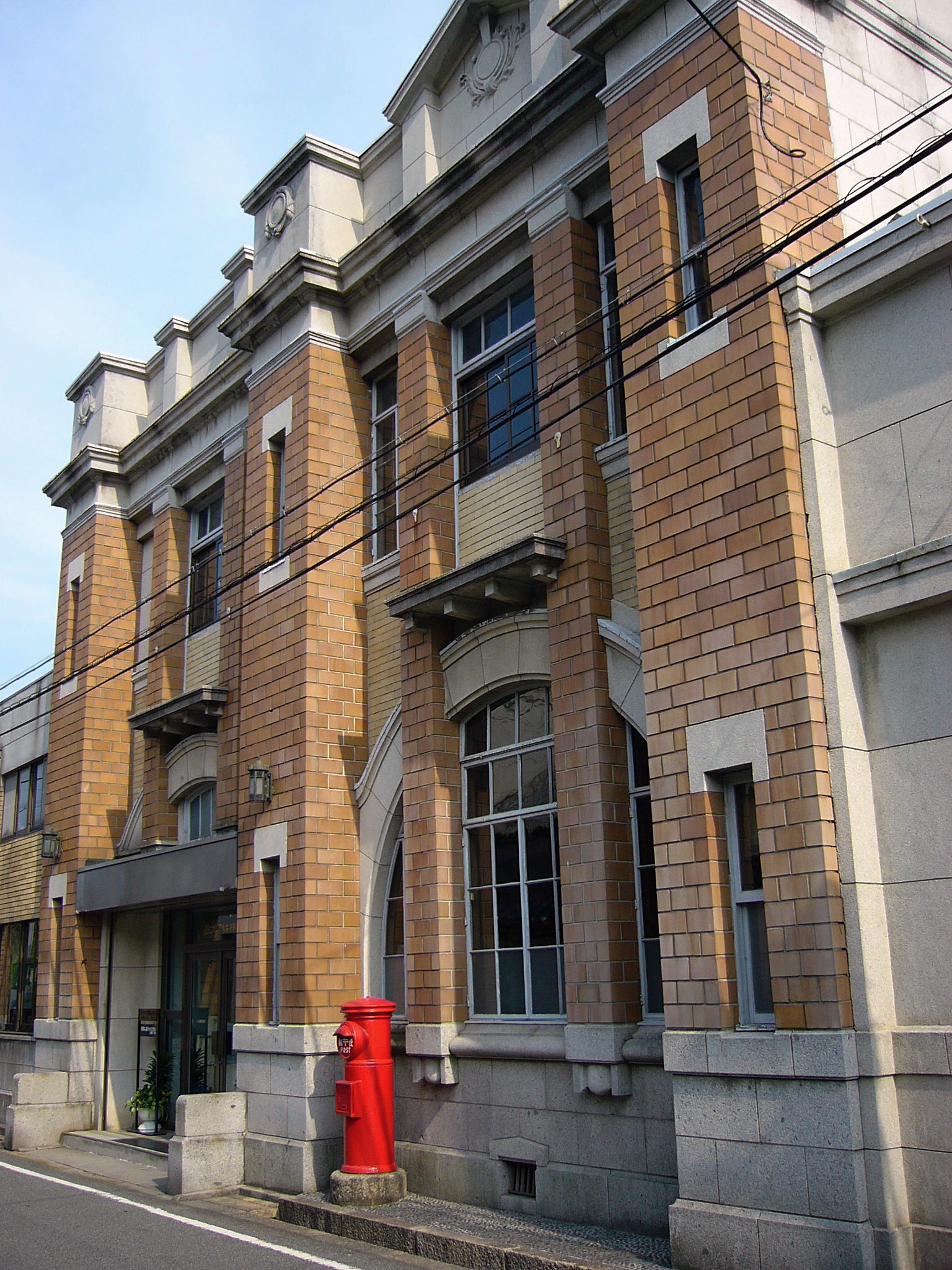
うすくち龍野醤油資料館 （たつの市）
- うすくち龍野醤油資料館別館 （たつの市）
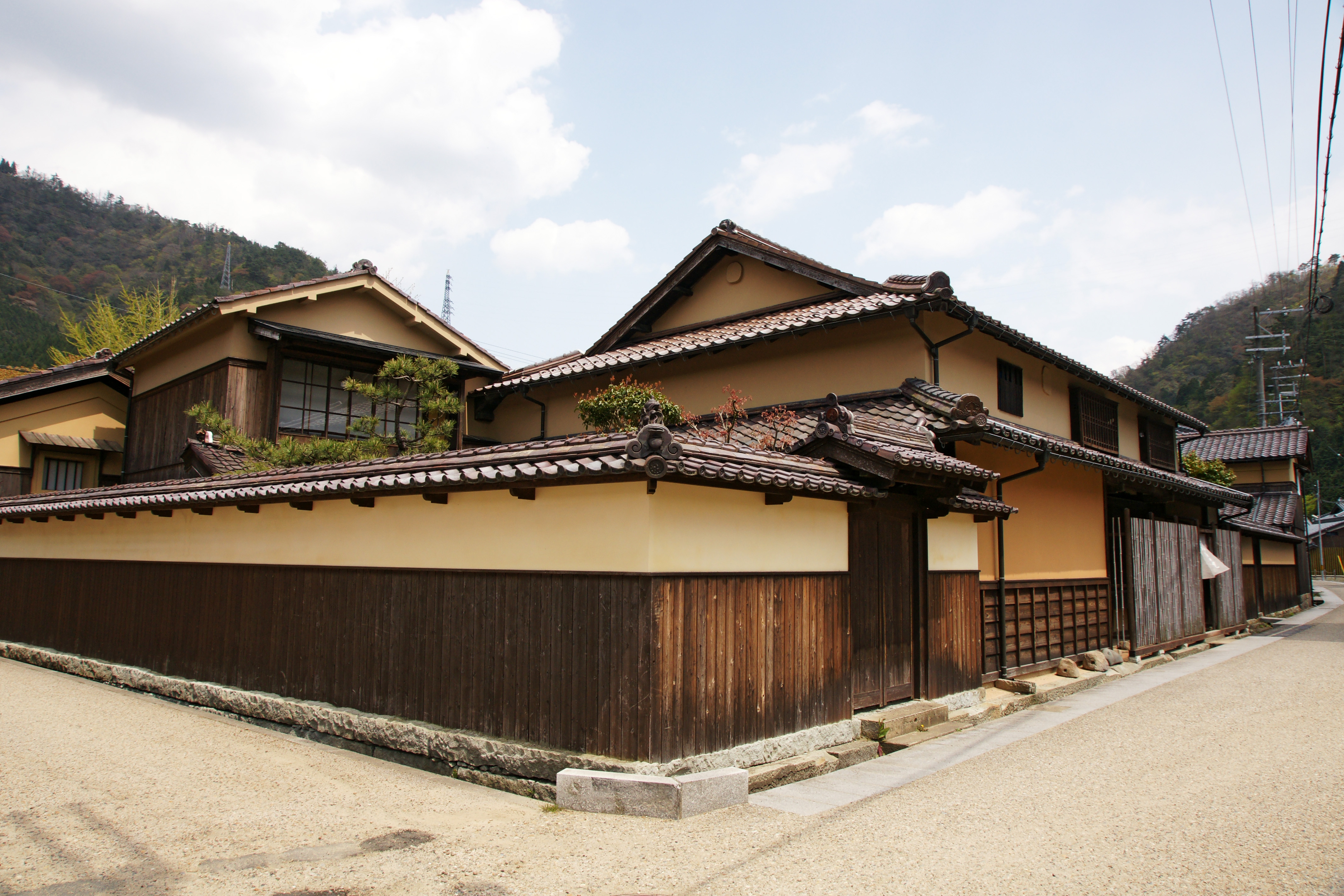
生野まちづくり工房井筒屋 （朝来市生野町）
- 平岩家住宅 （丹波市青垣町）
- 菊川家住宅 （南あわじ市）

- 茨木酒造 酒蔵
- 西脇市立西脇小学校
- うすくち龍野醤油資料館
- 生野まちづくり工房井筒屋

### 平成20年度 第4次指定

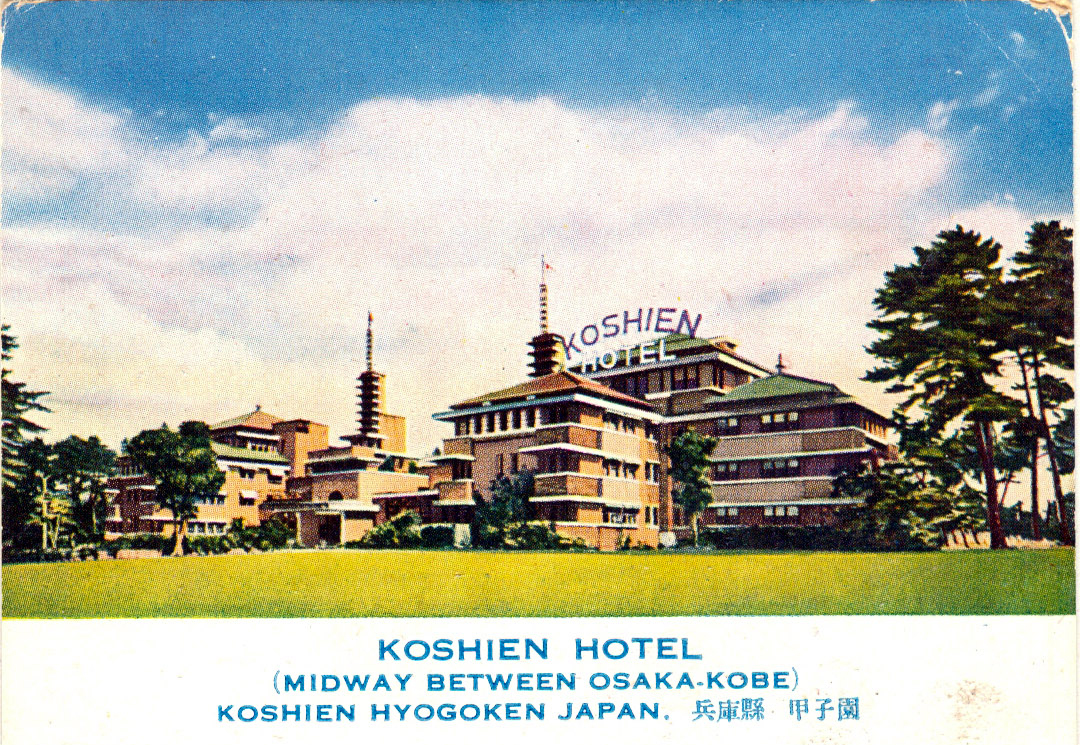
武庫川女子大学甲子園会館（旧甲子園ホテル） （西宮市）
- 三田学園中学本館及び東館 （三田市）
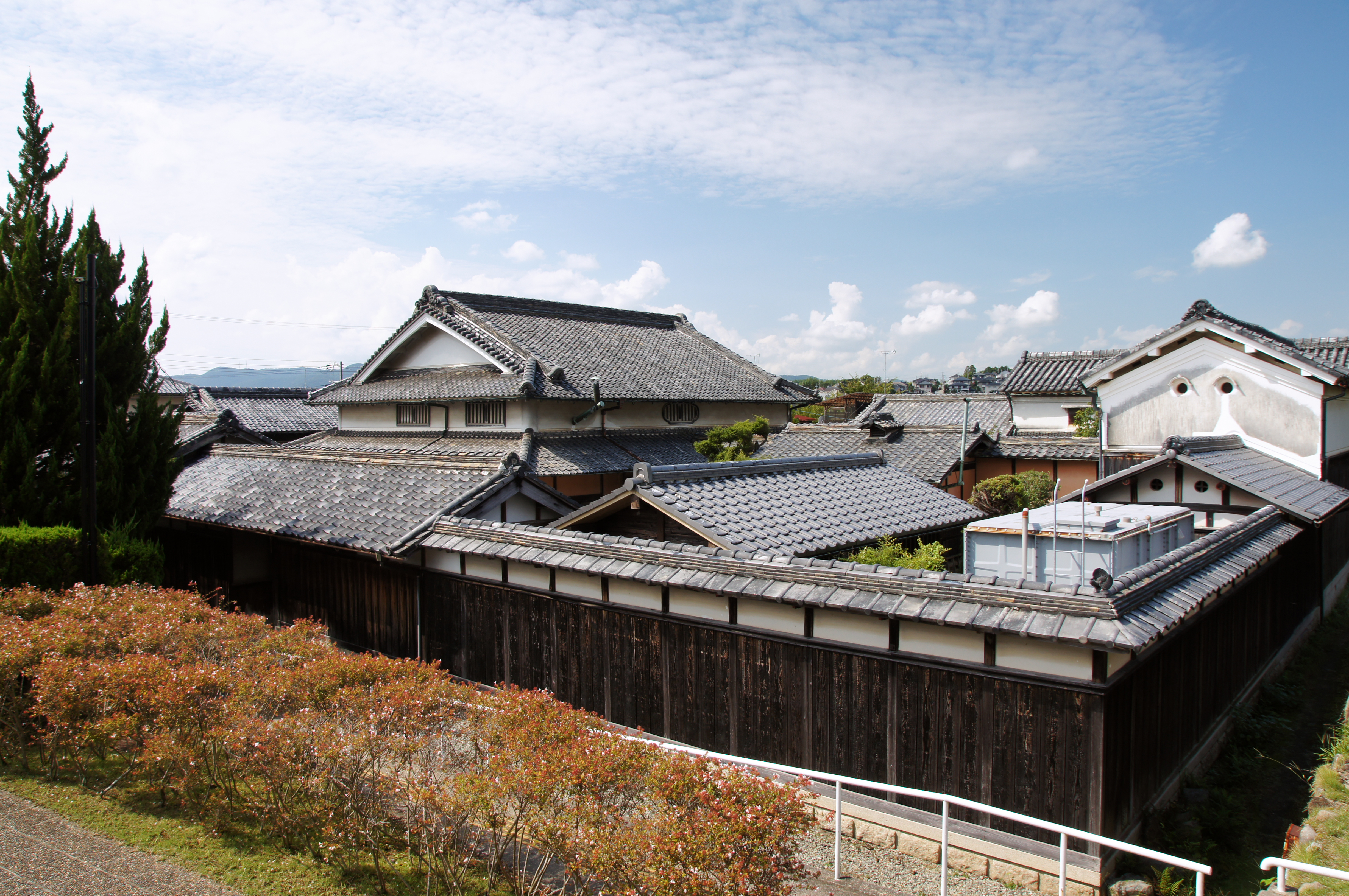
川西市郷土館（旧平安家住宅） （川西市）
- 旧加古川町公会堂（指定当時加古川市立加古川図書館） （加古川市）
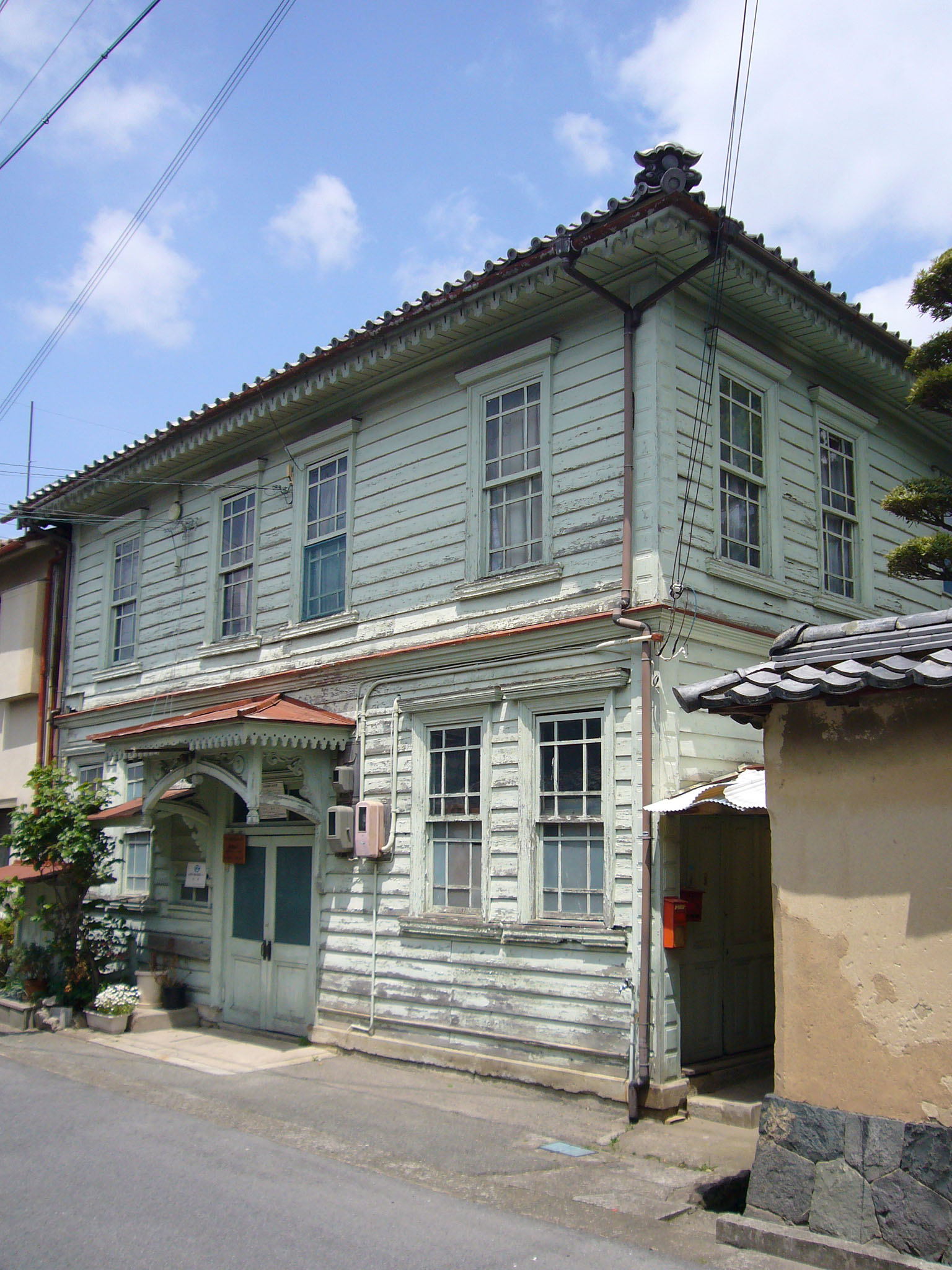
旧辻川郵便局 （福崎町）
- 濱本家住宅 （相生市）
- 小野豆の枝垂れ桜 （上郡町）
- 赤木家住宅 （豊岡市）
- 中立舎 （丹波篠山市）
- 高見家住宅 （淡路市）
- 中尾家住宅 （淡路市）

- 旧甲子園ホテル
- 川西市郷土館（旧平安家住宅）
- 旧辻川郵便局

### 平成21年度 第5次指定
- 尼崎市立大庄公民館 （尼崎市）
- 高碕記念館 （宝塚市） - 平成29年12月1日景観重要建造物に指定されたことから、同日付けで指定を解除
- 黒川小学校 （川西市）
- 高井家住宅 （加西市）
- 松田家住宅 （相生市）
- 老松酒造 （宍粟市）
- 山陽盃酒造 （宍粟市）
- 本家門前屋 （宍粟市）
- 幽石軒 （丹波市）
- 洲本城展望休憩所 （洲本市）

### 平成22年度 第6次指定
- 尼信記念館 （尼崎市）
- ＮＴＴ西日本 兵庫支店 芦屋別館 （芦屋市）
- 三田ほんまち交流館 縁 （三田市）
- 太陽酒造 （明石市）
- 稲見酒造 （三木市）
- 三宅徳松商店 （三木市）
- 田隅邸 （市川町）
- 寺田邸 （赤穂市）
- 木彫展示館（旧栃尾家住宅） （養父市）
- 村岡民俗資料館「まほろば」 （香美町）
- 大新屋 旧上山代官所跡 （丹波市）

### 平成23年度 第7次指定
- 夙川カトリック教会 （西宮市）
- 生野書院 （朝来市）
- 進藤家住宅（佐中千年家） （朝来市） - 平成29年3月21日朝来市指定文化財に指定されたことから、同日付けで指定を解除
- 井澤本家 （稲美町）

### 平成26年度 第8次指定
- 岡村酒造場 （三田市）
- 竹内家住宅 （神河町）
- 龍野城 （たつの市）
- 石堂家住宅 （佐用町）
- 廣業館（旧廣業小学校） （佐用町）
- 正垣家住宅 （養父市）
- 河辺家住宅 （養父市）
- 八上小学校 （丹波篠山市）

### 平成27年度 第9次指定
- 岩佐家住宅 （明石市）
- 水田家住宅 （加西市）
- 旧グンゼ八鹿工場事務所棟 （養父市）
- おおやアート村「ビッグラボ」創作棟（旧八鹿高等学校大屋校木造校舎） （養父市）
- 生野高原の狗鷲桜 （朝来市）
- 畑家住宅 （丹波市）

### 平成28年度 第10次指定
- 高砂通運旧本社屋 （高砂市）
- コヤノ美術館 西脇館（旧藤井家住宅） （西脇市）
- 西脇区消防会館 （西脇市）
- 地蔵一本桜 （西脇市）
- 西方寺のしだれ桜 （養父市）
- 浜坂のクロマツ群 （新温泉町）
- 春陽荘（旧米田家住宅） （洲本市）

### 平成30年度 第11次指定
- 旧高砂消防会館・南本町巡査派出所 （高砂市）
- 網引駅前の大イチョウ （加西市）
- 旧大山村役場 （神河町）
- 大年神社の夫婦杉 （神河町）
- 梶間家住宅 （宍粟市）
- 中門前屋 （宍粟市）
- 山崎藩陣屋門（紙屋門）のクスノキ （宍粟市）
- 平尾家住宅（豊岡市）
- 口銀谷銀山町ミュージアムセンター（旧浅田邸、旧吉川邸）（朝来市）

### 令和元年度 第12次指定
- 東多田夢勝庵 （川西市）
- 前田家住宅 （三田市）
- 多木化学本社 （加古川市）
- 多木浜洋館 （加古川市）
- 大歳家住宅 （加古川市）
- 大石家住宅 （豊岡市）
- 田治米合名会社酒造場 （朝来市）
- 西山酒造場 （丹波市）

### 令和2年度 第13次指定
- 水車新田大利家住宅 （神戸市灘区）
- 六角堂 （西宮市）
- 梅谷家住宅 （播磨町）
- 黒田清右衛門商店（三木市）

## 兵庫県の景観条例に基づく指定制度一覧
- 景観形成地区
- 広域景観形成地域 [2]
- 星空景観形成地域
- 景観形成重要建造物等